# Rędziny (Częstochowa)
Pour les articles homonymes, voir Rędziny.
Rędziny est une localité polonaise et siège de la gmina de Rędziny, située dans le powiat de Częstochowa en voïvodie de Silésie.